# Uranoscopus sulphureus
Uranoscopus sulphureus és una espècie de peix pertanyent a la família dels uranoscòpids.

## Descripció
- Pot arribar a fer 45 cm de llargària màxima.
- 4 espines i 12-13 radis tous a l'aleta dorsal i 13 espines a l'anal.
- El cos presenta taques negres i la primera aleta dorsal és del mateix color.[3][4]

## Hàbitat
És un peix marí, associat als esculls i de clima tropical.

## Distribució geogràfica
Es troba al mar Roig, Indonèsia, Fiji, Samoa, Tonga i Reunió.

## Observacions
A l'esquena té una espina verinosa, la qual pot arribar a infligir ferides bastant greus.